# Violinkonzert

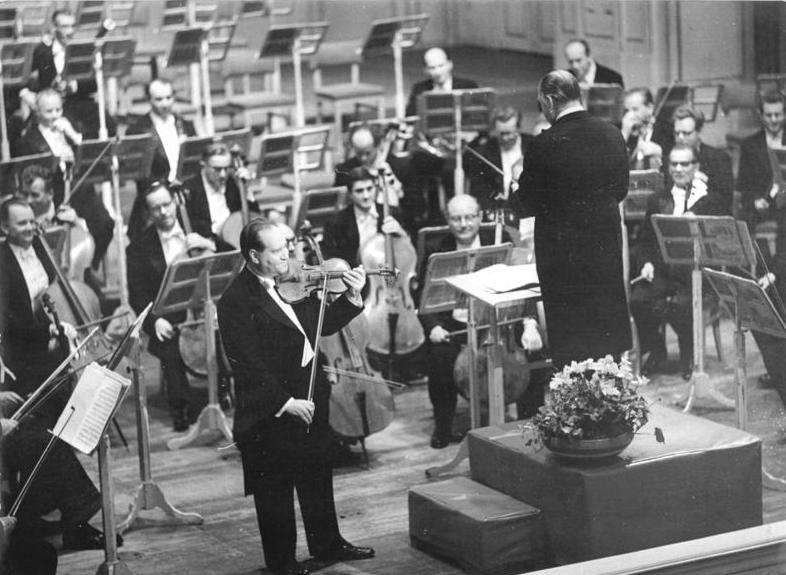
David Oistrach spielt ein Violinkonzert, 1960

Ein Violinkonzert ist ein Instrumentalkonzert für Violine als Soloinstrument und Orchester. Als ein Genre der Instrumentalmusik entstehen erste Werke zu Beginn des 18. Jahrhunderts aus dem Concerto grosso heraus. Es erfährt seine volle Ausprägung in der Klassik. Es ist meist dreisätzig, wobei in der Mitte ein langsamer Satz steht.